# 鷹司房平
鷹司 房平（たかつかさ ふさひら）は、室町時代の公卿。鷹司家9代当主。
右大臣・鷹司冬家の子。官位は従一位・関白、左大臣。

## 官職歴
- ? - 永享元年11月21日（1429年12月17日）　左近衛中将
- ? - 正長元年3月30日（1428年4月14日）　播磨権守
- 正長元年3月30日（1428年4月14日） - 永享元年11月21日（1429年12月17日）　権中納言
- 永享元年11月21日（1429年12月17日） - 永享7年4月22日（1435年5月20日）　権大納言
- 永享4年12月9日（1432年12月31日） - 永享9年10月20日（1437年11月18日）　左近衛大将
- 永享7年4月22日（1435年5月20日） - 永享10年9月4日（1438年9月23日）　内大臣
- 永享10年9月4日（1438年9月23日） - 文安3年4月29日（1446年5月24日）　右大臣
- 文安3年4月29日（1446年5月24日） - 享徳4年6月2日（1455年7月16日）　左大臣
- 享徳3年7月1日（1454年7月26日） - 享徳4年6月2日（1455年7月16日）　関白（後花園天皇）

## 位階歴
- 応永33年正月6日（1426年2月13日）　従三位
- 正長2年正月5日（1429年2月8日）　正三位
- 永享3年正月6日（1431年2月18日）　従二位
- 永享4年正月5日（1432年2月6日）　正二位
- 嘉吉3年正月6日（1443年2月5日）　従一位

## 系譜
- 父：鷹司冬家
- 母：不詳
- 妻：不詳
- 生母不明の子女
  - 男子：鷹司政平
  - 男子：教玄
  - 男子：信玄
  - 男子：性深 - 大覚寺32代門跡
  - 男子：尊雅
  - 男子：政玄